# Harmandiola populi
Harmandiola populi är en tvåvingeart som först beskrevs av Ewald Rübsaamen 1917.  Harmandiola populi ingår i släktet Harmandiola, och familjen gallmyggor. Inga underarter finns listade i Catalogue of Life.